# Karsten Nohl

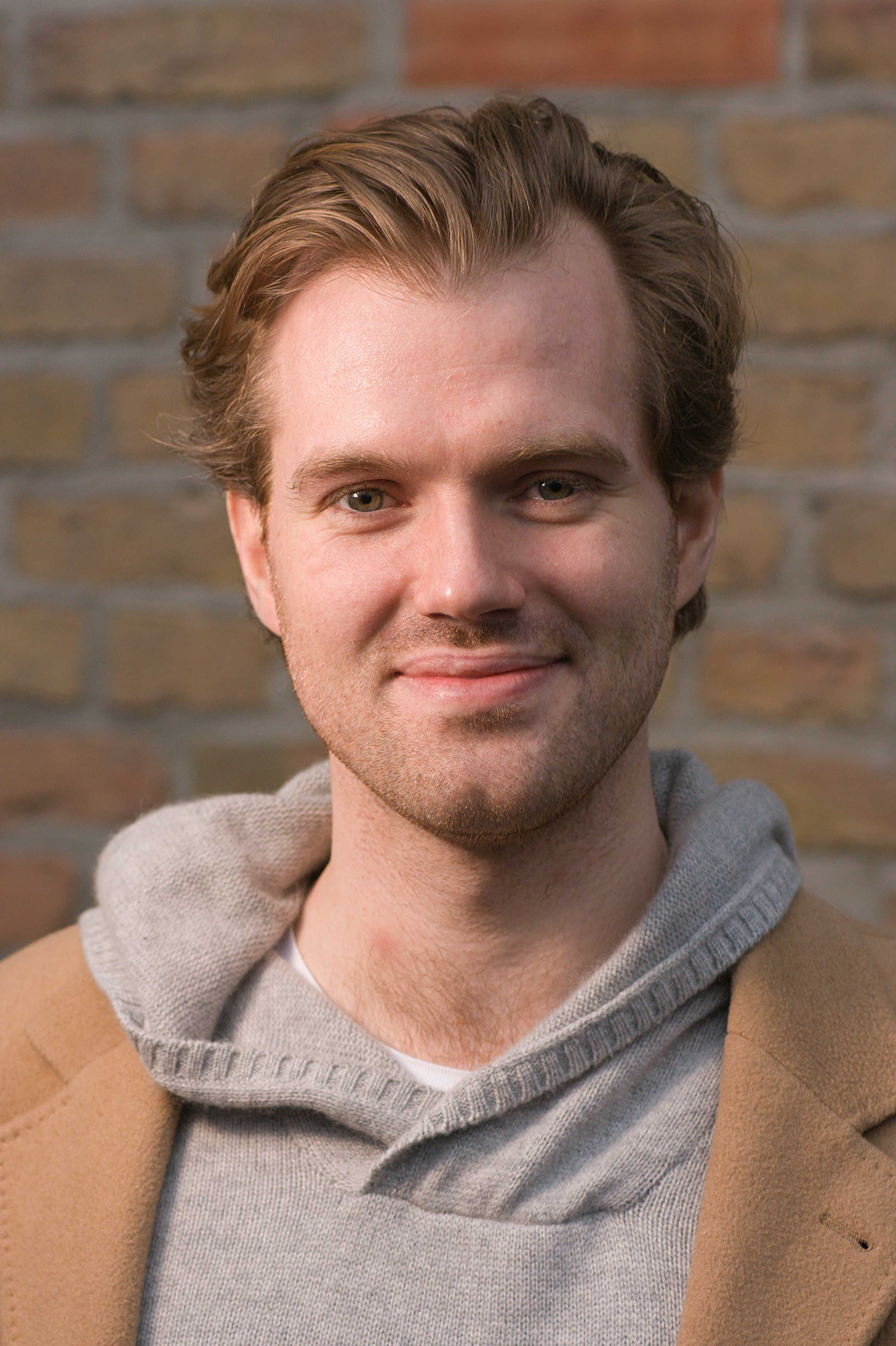
Karsten Nohl

Karsten Nohl (* 11. August 1981) ist ein deutscher Kryptospezialist.
Zu seinen Forschungsgebieten gehören GSM-Sicherheit, RFID-Sicherheit und der Schutz der Privatsphäre.

## Leben
Nohl wuchs im Rheinland auf und studierte von 2001 bis 2004 Elektrotechnik an der Fachhochschule Heidelberg. 2005 bis 2008 promovierte er an der University of Virginia über Implementable Privacy for RFID Systems. Seit 2010 ist er Forschungsleiter und Geschäftsführer der in Berlin ansässigen Security Research Labs GmbH. Nohl war 2014 bis 2017 als Interim-CISO für das Unternehmen Jio sowie 2017 für das Unternehmen Axiata tätig. 2024 wurde die Security Research Labs GmbH von einem schwedischen Investor gekauft.

## Forschungsgebiete

### RFID Security

#### Mifare Security
Zusammen mit Henryk Plötz und Starbug vom CCC Berlin gab Nohl im Dezember 2007 bekannt, dass der in Mifare Classic-RFID-Smartcards verwendete Verschlüsselungsalgorithmus geknackt wurde. Die Mifare Classic Card wurde in vielen Micropayment-Anwendungen wie der Oyster Card, CharlieCard, oder der OV-Chipkaart zum Bezahlen genutzt.

#### Legic Security
Zusammen mit Henryk Plötz legte Nohl im Dezember 2009 die fehlerhafte RFID-Sicherheit von Legic Prime offen. Der Vortrag stellte dar, wie Legic mehrere Schichten von proprietären Techniken anstelle von standardisierten Verschlüsselungs- und kryptografischen Protokollen verwendet. Aufgrund dieser Mängel konnten Legic-Karten gelesen und emuliert sowie auch ein Master-Token erstellt werden.

#### Sicherheit elektronischer Wegfahrsperren
Auf der SIGINT-2013 wies Nohl auf die Unsicherheit von elektronischen Wegfahrsperren hin. Dabei zeigte er exemplarisch Sicherheitslücken in den drei am weitesten verbreiteten Systemen DST40 (Texas Instruments), Hitag 2 (NXP Semiconductors) und Megamos (EM Micro) auf.

### Mobilfunksicherheit

#### deDECTed.org
Nohl war 2008 Teil der Projektgruppe deDECTed.org, welche auf dem 25C3  auf gravierende Mängel im DECT-Protokoll hinwies.
Im April 2010 veröffentlichte Nohl zusammen mit Erik Tews und Ralf-Philipp Weinmann Details zur Kryptoanalyse des bei DECT proprietären und geheimen eingesetzten Verschlüsselungsalgorithmus (DECT Standard Cipher), welche auf Reverse-Engineering von DECT-Hardware und Beschreibungen aus einer Patentschrift beruht.

#### A5/1 Security Project
Im Sommer 2009 stellte Nohl das A5/1 Security Project vor. Dieses Projekt stellt einen Angriff mittels Rainbow Tables auf den GSM-Verschlüsselungsstandard A5/1 dar. Mit Hilfe von Freiwilligen wurden die Schlüssel-Tabellen in wenigen Monaten berechnet und im Dezember 2009 auf dem 26C3 veröffentlicht.
Die GSM Association bezeichnete Nohls Vorhaben als illegal und bestritt, dass ein Abhören tatsächlich möglich sei. Dieser erwiderte, dass seine Forschungen rein akademisch seien.
Bereits 2008 hatte die Hacker-Gruppe THC mit dem Vorberechnen von Schlüssel-Tabellen für A5/1 begonnen, aber vermutlich wegen rechtlicher Probleme die Tabellen nie veröffentlicht.

#### GSM Sniffing
Auf dem 27C3 im Dezember 2010 demonstrierte Nohl zusammen mit Sylvain Munaut, wie sich Mobilfunkgespräche mit Hilfe umgebauter Billighandys und der Open-Source-Software OsmocomBB mitschneiden und entschlüsseln lassen.
Dabei zeigten beide, dass die GSM-Verschlüsselung „in rund 20 Sekunden“ geknackt werden kann, Anrufe aufgezeichnet und wiedergegeben werden können.

#### GPRS Security
Beim Chaos Communication Camp 2011 zeigte Nohl zusammen mit Luca Melette in einem Vortrag, dass Datenverkehr auf der Basis von GPRS unsicher ist. Sie gaben an, mehrere Datenübertragungen in den deutschen Mobilfunknetzen von T-Mobile, O2 Germany, Vodafone und E-Plus mitgeschnitten zu haben. Mehrere Mobilfunkanbieter verwendeten entweder keine oder nur eine ungenügende Verschlüsselung. Mit einem modifizierten Mobiltelefon konnte der Datenverkehr aus einem Umkreis von fünf Kilometern Reichweite ausgelesen werden.

#### SIM-Karten-DES-Hack
Auf der Black Hat 2013 beziehungsweise der OHM 2013 demonstrierte Nohl, dass viele Mobiltelefone noch SIM-Karten mit der bereits seit längerem als unsicher geltenden DES-Verschlüsselung nutzen.
Über SMS ist es möglich, eine SIM-Karte mit Over-the-Air-Updates welche aktualisierte Applikationen oder neuen Schlüsseln enthalten zu versehen. Zur Absicherung werden die Nachrichten mit DES, 3DES oder AES digital signiert.
Für eine speziell signierte Fehlermeldung mit bekanntem Klartext erzeugte Nohl innerhalb eines Jahres eine Rainbow Table für 56-bit DES.
Das Angriffsszenario: Ein Angreifer schickt dem Opfer eine signierte SMS. Mit Hilfe der Rainbow Table ist es möglich, den DES-Schlüssel einer SIM-Karte und den internen Schlüssel in wenigen Minuten zu knacken. (Known Plaintext Attack). Damit kann ein Angreifer signierte SMS verschicken, die wiederum ein Java-Applet auf die SIM-Karte laden. Diese Applets haben eine Vielzahl von Möglichkeiten, wie das Senden von SMS oder eine permanente Ortung des Geräts. Dadurch könnten Angreifer z. B. Nachrichten an ausländische kostenpflichtige Dienste verschicken. Im Prinzip sollte die Java Virtual Machine sicherstellen, dass jedes Java-Applet nur auf vordefinierte Schnittstellen zugreifen darf. Nohl fand heraus, dass die Java-Sandbox-Implementierungen von mindestens zwei großen SIM-Karten Herstellern – unter anderem von Marktführer Gemalto – unsicher sind und es möglich ist, dass ein Java-Applet seine Umgebung verlässt und somit Zugriff auf die gesamte SIM-Karte hat. Dies ermöglicht das Duplizieren von SIM-Karten einschließlich der IMSI, Authentifizierungsschlüssel (Ki) und Zahlungsinformationen, die auf der Karte gespeichert sind.

#### GSM Security Map und SnoopSnitch
Auf dem 30C3 im Dezember 2013 stellte Nohl die Android-App „GSMmap“ vor. Die App sammelt mit Hilfe eines Samsung Galaxy S2 oder S3 (inklusive Root-Zugriff) Informationen über die (Daten)-Schutzfähigkeiten (englisch: protection capabilities) von Mobilfunknetzen. Die gesammelten Daten können nach Zustimmung des Nutzers zur Datenbasis der Homepage „GSM Security Map“ hinzugefügt werden. Die „GSM Security Map“ bewertet Mobilfunknetze weltweit anhand ausgewählter Schutzfähigkeits-Kriterien und gibt visuell und in Form von abrufbaren „Country reports“ Auskunft über den Schutzgrad (englisch: protection level).
Auf dem 31C3 im Dezember 2014 präsentierte Nohl die Android-App „SnoopSnitch“ als mögliche Gegenmaßnahme gegen verschiedene Mobilnetz-Sicherheitsangriffe. Auf verschiedenen Smartphones mit Qualcomm-Chipsatz und Root-Zugriff können mit „SnoopSnitch“ Mobilfunkverkehrsdaten gesammelt und analysiert werden. Die App gibt dem Nutzer unter anderem Informationen über den Verschlüsselungs- und Authentifizierungsalgorithmus, SMS- und SS7-Attacken sowie mögliche IMSI-Catcher. 
Die über SnoopSnitch gesammelten Daten können nach Zustimmung des Nutzers zur Datenbasis der Homepage „GSM Security Map“ hinzugefügt werden.

#### SS7-Hack
Auf dem 31C3 präsentierte Nohl einen Seitenkanalangriff mittels Signalling System 7 (SS7) auf UMTS-Kommunikation und beschrieb weitere SS7-basierte Angriffe, die das Mitlesen von SMS, das Ermitteln von Lokationskoordinaten und verschiedene Betrugsmethoden ermöglichen können.

#### Android-Patching
Im April 2018 wies Nohl auf den Sicherheitstatus im mobilen Android-Umfeld hin. Nohl und seine Kollegen analysierten Android Firmware-Images verschiedener Smartphone-Anbieter. In einigen Fällen wurde eine sogenannte „Patch Gap“ gefunden, bei der die Anbieter nicht alle Patches für Sicherheitslücken angewendet hatten. Diese hätten basierend auf dem in der Firmware angegebenen monatlichen Sicherheits-Patch-Level behoben werden sollen. Nohl veröffentlichte eine aktualisierte Version der Open-Source-App Snoopsnitch, mit der Nutzer Tests auf ihren Android-Smartphones durchführen können, um zu überprüfen, ob auf ihrem Gerät eine „Patch Gap“ vorhanden ist.

### Sicherheit von Bezahl- und Buchungssystemen

#### Angriff auf Electronic-Cash-Protokolle
Zum 32C3 demonstrierte Nohl zusammen mit Kollegen einen Angriff auf die EC-Karten-Protokolle ZVT und Poseidon. Dabei handelt es sich um einen Dialekt von ISO 8583. Beide Protokolle sind die gängigsten Zahlungsprotokolle im deutschsprachigen Raum.

#### Sicherheitslücken in Online-Reisebuchungssystemen
Im Dezember 2016 wies das Team von „Security Research Labs“ auf Sicherheitslücken in Online-Reisebuchungssystemen hin. 90 % der weltweiten Flugreservierungen und ein hoher Anteil an Hotel-, Auto- und anderen Reisebuchungen werden von den drei größten Anbietern von „Global Distribution Systems“ (GDS) Amadeus, Sabre und Travelport verwaltet. Details hat Karsten Nohl auf dem 33C3 in Hamburg gezeigt.

### Forschung zu IT-Sicherheit

#### BadUSB
Auf der Black Hat 2014 wies Nohl zusammen mit Jakob Lell auf die Sicherheitsrisiken von USB-Geräten hin. Der USB-Standard kann sehr vielseitig eingesetzt werden und es existieren unterschiedliche Geräteklassen.
Das Verfahren basiert auf der Umprogrammierung von USB-Controller-Chips, welche eine weite Verbreitung haben und zum Beispiel in USB-Sticks zum Einsatz kommen. Ein wirksamer Schutz vor einer Neubeschreibung besteht nicht, so dass sich ein harmloses USB-Gerät in vieler Hinsicht als schädliches Gerät missbrauchen lässt. Mögliche Szenarien sind:
- Ein Gerät kann eine Tastatur und Befehle im Namen des angemeldeten Benutzers emulieren und Malware installieren, welche angeschlossenen USB-Geräte ebenfalls infiziert.[32]
- Ein Gerät kann sich als Netzwerkkarte ausgeben, die DNS-Einstellung des Computers ändern und Datenverkehr umleiten.[32]
- Ein modifizierter USB-Stick oder eine USB-Festplatte können beim Bootvorgang einen kleinen Virus laden, welcher das Betriebssystem vor dem Booten infiziert.[32]

Eine Abwehr solcher Angriffe ist bisher nicht möglich, da Malware-Scanner keinen Zugriff auf die Firmware-Version von USB-Geräten haben und eine Verhaltenserkennung ist schwierig. USB-Firewalls, welche nur bestimmte Geräteklassen blocken können, existieren (noch) nicht.
Die sonst übliche Routine zur Beseitigung von Malware – eine Neuinstallation des Betriebssystems – schlägt hier fehl, da der USB-Stick, von dem installiert wird, bereits infiziert sein kann, ebenso wie beispielsweise eine eingebaute Webcam oder andere USB-Geräte.
Außerdem wurde ein Proof of Concept für Android-Geräte veröffentlicht, um die Gefahrenabwehr zu testen.